# Хейган, Джимми
Джимми Хейган (англ. Jimmy Hagan; 21 января 1918, Вашингтон, Тайн-энд-Уир, Англия — 26 февраля 1998 года) — английский футболист, нападающий. Известен по выступлениям за «Шеффилд Юнайтед». После завершения карьеры футболиста тренировал ряд известных английских и португальских клубов.

## Клубная карьера
Во взрослом футболе Хэган начал карьеру в «Ливерпуле», но за основную команду ни разу ни сыграл, выступая за резерв. Вскоре перешёл в «Дерби Каунти», а ещё через три года после этого, в 1938 году он перешёл в «Шеффилд Юнайтед», за который играл двадцать лет до самого конца своей карьеры, став настоящей легендой клуба.

## Карьера в сборной
В составе национальной сборной Хэган провёл единственный официальный матч, в 1948 году против сборной Дании. Кроме того во время второй мировой войны провёл 16 неофициальных матчей за сборную, в которых забил 11 голов.

## Тренерская карьера
После завершения карьеры футболиста Хэган стал тренером в «Питерборо Юнайтед», затем четыре года возглавлял «Вест Бромвич Альбион». В 1970 году перебрался в Португалию, где тренировал различные клубы до самого конца своей тренерской карьеры. Среди клубов с которыми работал Хэган в Португалии были и два из трёх гранда португальского футбола «Бенфика» и «Спортинг», с «Бенфикой» он трижды становился чемпионом Португалии и завоевал один Кубок Португалии, ещё один Кубок Португалии он завоевал в дальнейшем с «Боавиштой». Завершил свою тренерскую карьеру Хэган в 1981 году в клубе «Белененсиш».

## Достижения
- Чемпион Португалии (3): 1970/71, 1971/72 и 1972/73.
- Обладатель Кубка Португалии (2): 1971/72, 1978/79.